# Йол

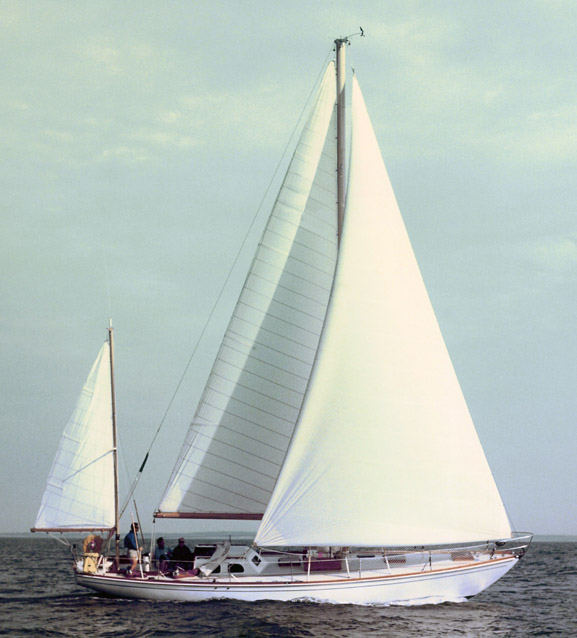
Бермудський йол «Одіссей»

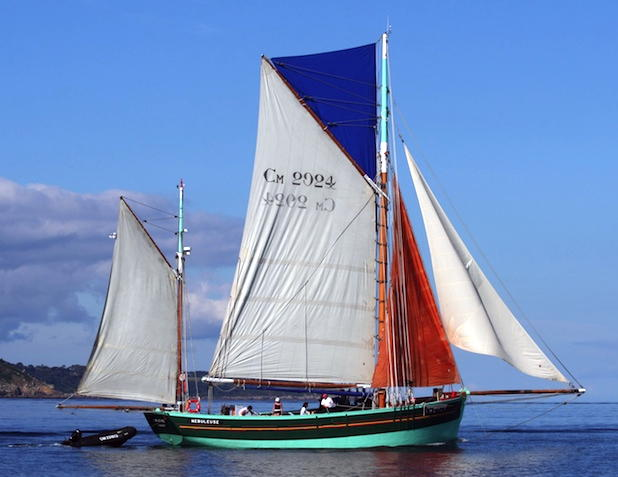
Гафельний йол La Nébuleuse

Йол, іо́л (нід. jol, англ. yawl) — невелике вітрильне двощоглове судно із далеко винесеною за корму бізань-щоглою. Йоли виникли і розвивалися як рибальські судна. Незважаючи на класичний привабливий вигляд, цей тип вітрильного озброєння є менш ефективним порівняно з кечем, тому рідко використовується на сучасних яхтах.
Йол має дві щогли — грот-щоглу і бізань-щоглу. Остання зазвичай невеликого розміру, тільки з одним вітрилом. Вітрило на бізань-щоглі в йолів має велике значення, допомагаючи робити повороти і забезпечуючи остійність судна в свіжу погоду шляхом протидії дуже великому навантаженню на передні вітрила. При швартуванні і на малих переходах зазвичай користуються цим вітрилом і одним зі стакселів, що забезпечує легку керованість.
Йол дуже схожий на кеч, але має такі відмінності: у кеча бізань-щогла розташована допереду від балера стерна, у йола вона розташована позаду нього, окрім того, бізань у йола значно менша порівняно з гротом (близько 1/4 площі грота в йола проти близько 1/2 у кеча). Судно з бізанню проміжного розміру було відоме як «денді» (англ. dandy), хоча зараз цей термін вийшов з ужитку. Перевагою сильно винесеної за корму бізань-щогли є те, що гік не переміщається над палубою.
Перегонові яхти за типом йолів будувалися в 1950-1960-х роках, це було пов'язане з прогалиною в правилах гандикапу, які не забороняли використовування бізані. Це озброєння мало популярність серед навколосвітніх подорожан-одиночок, таких як Френсіс Чичестер і Джошуа Слокам оскільки уможливлювало легко утримувати судно на курсі (зараз з цією задачею краще справляються сучасні автостернові системи).

## Інше
У російському військово-морському флоті кінця XVIII — початку XIX століття йолами називалися малі кораблі, озброєні 1-7 гарматами. Разом з канонерськими човнами вони складали основу гребного флоту.
Назву «йол» (англ. yole) носить тип рибальського судна, поширений на півночі Шотландії. В англійській мові написання цього слова відрізняється від назви типу вітрильного озброєння (yawl), при однаковій їх вимові (явище омофонії).